# Bosnimfkolibrie
De bosnimfkolibrie (Hylonympha macrocerca) is een vogel uit de familie Trochilidae (kolibries). Deze kolibrie werd in 1873 geldig beschreven door de vogelkundige  John Gould. Het is een bedreigde, endemische vogelsoort in noordoostelijk Venezuela.

## Kenmerken
De vogel is 19 cm lang, inclusief de 10 cm lange, gevorkte staart. Het mannetje is overwegend donkergroen met een glanzend paarse kopkap. Ook de lange staartveren zijn glanzend, donkerpaars. Er ligt een goudkleurige waas over de metaalglanzende veren van de mantel. Het vrouwtje is donkergroen van boven en licht gestippeld op de borst en okerkleurig op de buik en aan de onderkant van de staart. De staart is korter dan die van het mannetje.

## Verspreiding en leefgebied
Deze soort is endemisch in de noordoostelijk gelegen deelstaat Sucre van Venezuela. Het leefgebied bestaat uit vochtig, montaan bos tussen de 800 en 1200 m boven zeeniveau. De vogel foerageert daar op de nectar van voornamelijk bloemen uit de bromeliafamilie.

## Status
De bosnimfkolibrie heeft een beperkt verspreidingsgebied en daardoor is de kans op uitsterven aanwezig. De grootte van de populatie werd in 2016 door BirdLife International geschat op 3 tot 4 duizend volwassen individuen en de populatie-aantallen nemen af door ontbossing, waarbij natuurlijk bos wordt omgezet in gebied voor agrarisch gebruik. Om deze redenen staat deze soort als bedreigd op de Rode Lijst van de IUCN.